# Ancistria reitteri
Ancistria reitteri is een keversoort uit de familie Passandridae. De wetenschappelijke naam van de soort is voor het eerst geldig gepubliceerd in 1893 door Lewis.